# Julia Ituma
Julia Ituma (* 8. Oktober 2004 in Mailand; † 13. April 2023 in Istanbul) war eine italienische Volleyballspielerin.

## Leben und Wirken
Itumas Eltern stammen aus Nigeria. Mit einer Körpergröße von 1,92 m spielte sie in der Angriffsposition. Ihr Vorbild war der kubanische Mittelfeldspieler Robertlandy Simón. Von 2019 bis 2022 wurde sie in die Juniorinnen-Nationalmannschaften Italiens berufen. Ab dem Jahr 2022 spielte Ituma beim Erstlisten Igor Gorgonzola Novara.
Julia Ituma starb am 13. April 2023 im Alter von 18 Jahren durch einen Sturz aus einem Fenster in der 6. Etage eines Hotels in Istanbul, wo sich ihr Verein zu einem Champions-League-Halbfinalspiel aufhielt.